# Claudio Abbado
|  | for anden brug af efternavnet Abbado, se Abbado. |
Claudio Abbado (26. juni 1933 i Milano, Lombardiet, Italien - 20. januar 2014 i Bologna, Emilia-Romagna, Italien) var en italiensk dirigent.
Abbado var blandt andet ansat ved La Scala-operaen i Milano (1968–86). 1986-91 var han musikchef for Wiener Staatsoper og 1989 valgte Berliner Philharmonikerne ham til sin musikchef og faste dirigent, men 2002 trådte han tilbage på grund af et svigtende helbred.